# Éthique publique (revue)
 (décembre 2022).
Pour la notion de sociologie, voir éthique sociale.
La revue Éthique publique, revue internationale d’éthique sociétale et gouvernementale a été fondée en 1999. Elle est publiée deux fois par année en format électronique, sur le site OpenEdition Journals.

## Histoire
La revue Éthique publique est publiée par l'Institut d'éthique appliquée (IDEA) de l'Université Laval et l'École nationale d'administration publique (ENAP). Elle est née de l’initiative de Yves Boisvert[Qui ?], professeur à l’ENAP de Montréal et de la chaire Fernand-Dumont sur la culture de l’INRS-Urbanisation, Culture et Société (Université du Québec). Le premier numéro a été publié au printemps 1999.  M. Boisvert a été le directeur de la revue de 1999 à 2009.
En 2009 et 2010, la revue a connu deux changements : une réorganisation de sa structure de direction et un changement d’éditeur. Ainsi la revue est maintenant publiée sous la supervision conjointe de l’Institut d’éthique appliquée de l’Université Laval et de L’Observatoire de l’administration publique de l’ENAP, à Québec. De plus, l’édition de la revue, qui était assumée depuis les tout débuts par les Éditions Liber, est passée aux Éditions Nota bene, puis est passé au format exclusivement électronique en 2015.[réf. souhaitée]
Luc Bégin, professeur à la Faculté de philosophie de l'Université Laval et directeur de l’Institut d’éthique appliquée de cette même université, préside ce collectif ; il est à la fois le directeur et le rédacteur en chef de la revue.
La revue sort un numéro spécial à la date anniversaire de ses vingt-cinq ans de création, intitulé : La place de la vérité en politique et l’avenir du service public : où en sommes-nous 25 ans plus tard ?. 

### Objectifs
Les deux axes de réflexion de la revue sont les suivants[réf. souhaitée] :
- Analyses approfondies de questions qui relèvent de l’éthique gouvernementale: éthique et démocratie; éthique et législateur; éthique politique et économie; éthique et institutions politico-administratives; éthique des relations internationales; éthique des acteurs publics.

- Études des problèmes reliés à l’éthique de société: justice sociale; redistribution des richesses; raisons communes et vouloir-vivre collectif; valeurs et principes à la base de l’organisation sociale contemporaine; place de la société civile et des acteurs sociaux dans la dynamique sociale et politique; grands projets d’éthique sociale.

## Structure des numéros
Chaque numéro est habituellement composé des trois sections suivantes :
- Dossier thématique (qui occupe la plus grande partie de la revue);
- Débat (portant sur un thème de l’actualité);
- Zone libre (contributions d’auteurs sur des sujets variés).

## Comités

### Comité de direction
- Luc Bégin (Université Laval)
- Nicholas Jobidon (École nationale d’administration publique)
- Allison Marchildon (Université de Sherbrooke)
- Lyne Létourneau (Université Laval)
- David Talbot (École nationale d’administration publique)

### Comité scientifique
- Catherine Audard (London School of Economics)
- Georges Azarria (Université Laval)
- Yves Boisvert  (ENAP Montréal)
- Ryoa Chung (Université de Montréal)
- Speranta Dumitru (Université Paris-Descartes)
- Isabelle Fortier (ENAP Montréal)
- Jean Herman Guay (Université de Sherbrooke)
- André Lacroix (Université de Sherbrooke)
- Jeroen Maesschalck (University of Leuven)
- Ernest-Marie Mbonda (Université catholique d’Afrique Centrale à Yaoundé)
- Dominique Payette (Université Laval)
- Dany Rondeau (Université du Québec à Rimouski)
- Margaret Sommerville (Université McGill)
- Daniel Weinstock (Université McGill)